# 周秀英
周 秀英（しゅう しゅうえい、Zhou Xiuying、1835年 - 1855年）は、清末の小刀会の反乱の指導者の一人。周秀成とも。
江蘇省松江府青浦県出身。青浦県塘湾郷の地保（役人に代わって食糧の取り立てを行う者）であった周立春の娘。幼いころより武芸に励んでいた。1852年5月、知県が取り立てた食糧の代金を支払わなかったことで、農民の反抗がおこった。農民は周立春をリーダーとして、催糧船を焼き、役所に迫った。9月、蘇州府の知府が千数百人の軍を率いて鎮圧にあたったが、農民に撃退された。周秀英は農民を率いて塘湾橋で清軍と激戦を繰り広げ、清兵数十人を斬って撃退したという。
1853年8月、劉麗川・周立春に率いられた小刀会が嘉定で蜂起すると、たちまち上海・青浦を占拠した。しかし清軍はすぐに嘉定で蜂起軍を破り、周立春を捕えて処刑した。周秀英は包囲を脱出して、上海の劉麗川のもとに逃れた。上海では周秀英は娘子軍を率いて勇敢に戦い、しばしば清軍やフランス軍を破った。
上海の小刀会は16カ月守り抜いたが、やがて清軍と列強軍に包囲され弾薬と糧食が尽きた。1855年1月、清軍の総攻撃が開始され、周秀英は奮戦したものの捕らわれて処刑された。